# Austria en los Juegos Paralímpicos de Tokio 2020
Austria estuvo representada en los Juegos Paralímpicos de Tokio 2020 por un total de 24 deportistas, 18 hombres y seis mujeres.

## Medallistas
El equipo paralímpico austríaco obtuvo las siguientes medallas:
| Nombre             | Deporte          | Evento                                      |
| ------------------ | ---------------- | ------------------------------------------- |
| Oro                |                  |                                             |
| Walter Ablinger    | Ciclismo en ruta | Contrarreloj H3 masculino                   |
| Plata              |                  |                                             |
| Thomas Frühwirth   | Ciclismo en ruta | Ruta H4 masculino                           |
| Thomas Frühwirth   | Ciclismo en ruta | Contrarreloj H4 masculino                   |
| Pepo Puch          | Hípica           | Doma individual grado II mixto              |
| Pepo Puch          | Hípica           | Doma individual estilo libre grado II mixto |
| Florian Brungraber | Triatlón         | PTWC masculino                              |
| Bronce             |                  |                                             |
| Walter Ablinger    | Ciclismo en ruta | Ruta H3 masculino                           |
| Alexander Gritsch  | Ciclismo en ruta | Ruta H4 masculino                           |
| Alexander Gritsch  | Ciclismo en ruta | Contrarreloj H4 masculino                   |